# Blinde bij
De blinde bij (Eristalis tenax) is een tweevleugelig insect uit de familie van de zweefvliegen (Syrphidae).

## Algemeen
Dit insect is ondanks de naam geen bij, maar een zweefvlieg en is al helemaal niet blind. De naam komt waarschijnlijk voort uit het feit dat deze soort wel erg op een bij lijkt, maar niet kan steken. Daarnaast heeft de blinde bij rijen haren op zijn ogen wat mogelijk tot de gedachte leidde dat hij blind was. Ook veel andere zweefvliegen lijken net als de blinde bij op soorten zoals wespen, hommels en bijen. Deze gelijkenis wordt mimicry genoemd. Hierdoor aarzelen predatoren soms om aan te vallen, uit angst een steek op te lopen. De blinde bij komt overal in Nederland en Vlaanderen algemeen voor.

## Beschrijving
Het lichaam is bruin met smalle gele dwarsstrepen. De blinde bij heeft een vrij dicht behaarde kop en borststuk, en een lichter behaard achterlijf. Vlak onder het borststuk zitten links en rechts geeloranje, driehoekige vlekken die bij het mannetje het best te zien zijn. Er zijn zelfs twee genetisch verschillende kleurvarianten: een donkere variant waarbij de vrouwtjes bijna helemaal zwart zijn en de mannetjes alleen geel op het tweede (het eerste grote) tergiet (segment) hebben; en een lichte variant waarbij de vrouwtjes veel geel op het tweede tergiet hebben en de mannetjes ook geel op het derde tergiet hebben. De grootte van deze gele vlekken en de intensiteit van het geel wordt ook nog beïnvloed door de temperatuur gedurende de larvale ontwikkeling. De blinde bij heeft ongeveer dezelfde vorm en kleur als de honingbij (Apis mellifera). Om de gelijkenis nog te versterken, maakt deze soort ook een zoemend geluid tijdens het vliegen en als men hem vast pakt, terwijl veel andere zweefvliegen bijna niet te horen zijn. Het verschil is vooral te zien in de vlucht: bijen maken een vrij vloeiende beweging, terwijl de blinde bij van positie naar positie kan schieten en regelmatig stil blijft hangen in de lucht. Ook de ogen zijn typisch vlieg-achtig, en de blinde bij mist zowel de kleine voelsprieten als de stuifmeelzakjes die een bij wel heeft. Opvallend is dat de blinde bij ook zijn pootjes laat hangen, net als de honingbij en dat het achterste paar poten verbreed is om op de stuifmeelzakjes te lijken. Ten slotte heeft een 'echte' bij twee paar vleugels in plaats van twee, maar dat is vaak zeer moeilijk te zien. Het is duidelijker te zien dat de blinde bij zijn vleugels bij zit (bv op een bloem) vlak boven zijn lichaam hangt terwijl de honingbij de vleugels meer samenvouwt en omhoog heeft staan.
Mannetjes en vrouwtjes zijn bij alle leden van het geslacht Eristalis makkelijk te herkennen. Bij de mannetjes raken de ogen elkaar boven op de kop terwijl er bij de vrouwtjes een aanzienlijke afstand tussen zit waar men ook de ocelli (enkelvoudige ogen) kan vinden.

## Ontwikkeling

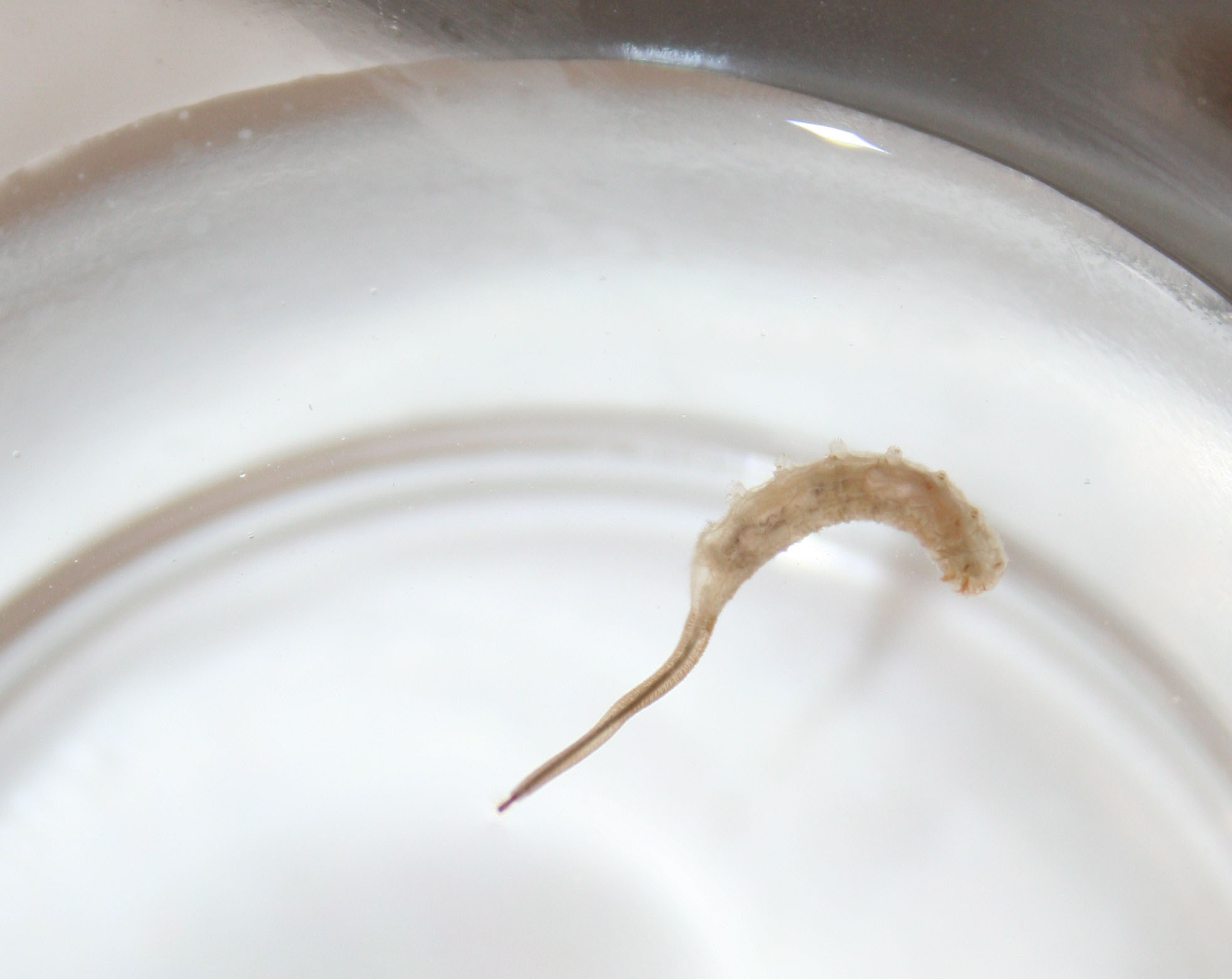
Rattenstaartlarve van een onbekende soort

Het bijzondere van de blinde bij is de ontwikkeling van de in het water levende larve. Veel aquatische insectenlarven kunnen slecht tegen zuurstofloze omgevingen en vervuiling, maar de larve van de blinde bij vindt er zijn ideale leefomgeving.
De ongeveer 2 centimeter lange larve is made-achtig en leeft op de bodem van ondiepe en stilstaande, vervuilde wateren en haalt adem door een telescopisch uitschuifbare buis, waaraan de naam rattenstaartlarve te danken is. De adembuis bestaat uit drie delen en is in ingeschoven toestand ongeveer drie millimeter lang. Uitgeklapt kan de buis tot 15 mm lang worden. Hierdoor kunnen ze in vrijwel zuurstofloos water leven. Het voedsel bestaat uit rottend organisch materiaal, in het water opgeloste stoffen en plankton. De larve leeft in de modder en kruipt in het voorjaar op het droge, waar de verpopping plaatsvindt. De volwassen vlieg is te zien van juni tot november en leeft zoals vrijwel alle zweefvliegen van bloemennectar. De blinde bij is de laatste zweefvlieg die men kan vinden op bloeiende klimop. De vrouwtjes overwinteren in holle bomen en ook wel in huizen. Het komt voor dat er in groten getale rattenstaartlarven in gierkelders leven. Deze komen dan ook massaal uit de gier om te verpoppen zodat "de hele muur beweegt".

## Kweken
Het is mogelijk om E. tenax te kweken. Het moeilijkste is de wijfjes eieren op het wateroppervlak af te laten zetten. Leg een netje met gaatjes van ongeveer 1 mm over vies water (oud bloemenwater werkt prima) en zorg ervoor dat het netje niet in het water hangt maar er net boven. Er moeten bloemen aanwezig zijn in de kooi om de vrouwtjes van voedsel te voorzien. Tussen de 100 en 150 eieren van 1 mm worden door een vrouwtje afgezet in een klontje op het wateroppervlak. Je kunt de vrouwtjes met hun ovipositor door het netje heen zien prikken. De eitjes moeten dan overgebracht worden naar het kweekmedium. Dat moet een redelijk drassige pap van paardenpoep of konijnenpoep zijn. Bij kamertemperatuur migreren de larven van het 5de stadium na ongeveer 14 dagen van de poepsoep naar drogere plaatsen. Als er geen deksel op de kweektank zit kun je ze enkele meters ver terugvinden. Het gebruik van een afgesloten bakje met twee compartimenten heeft de voorkeur. Aan de ene kant het kweekmedium en aan de andere kant wat papier voor de larven om te verpoppen. Als het kweekmedium uitdroogt of te droog is, dan verpoppen de larven in het oppervlak van het medium. Men kan ze dan met hun "hoorntjes" uit het medium zien steken. Op deze manier kan de blinde bij succesvol gekweekt worden, evenals andere soorten als de kleine bijvlieg (E. arbustorum), E. abusivius, E. pertinax en E. nemorum.

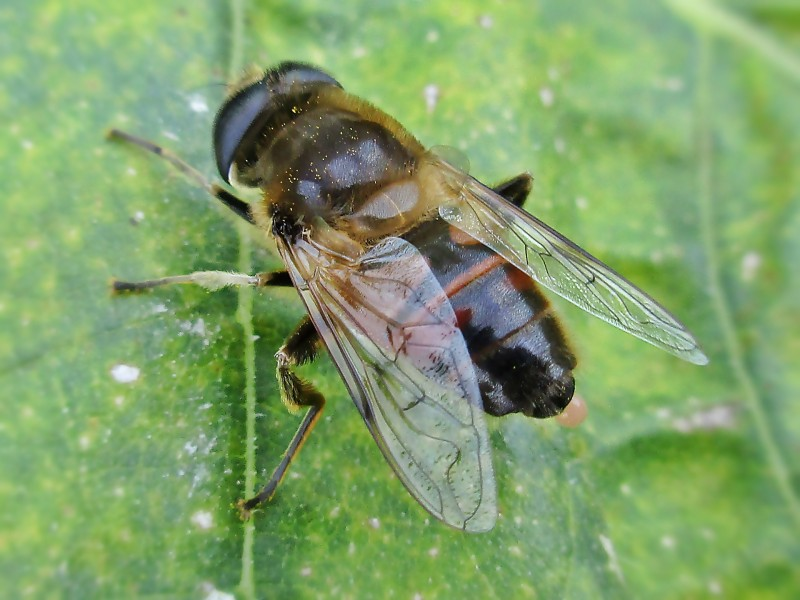
Bovenzijde
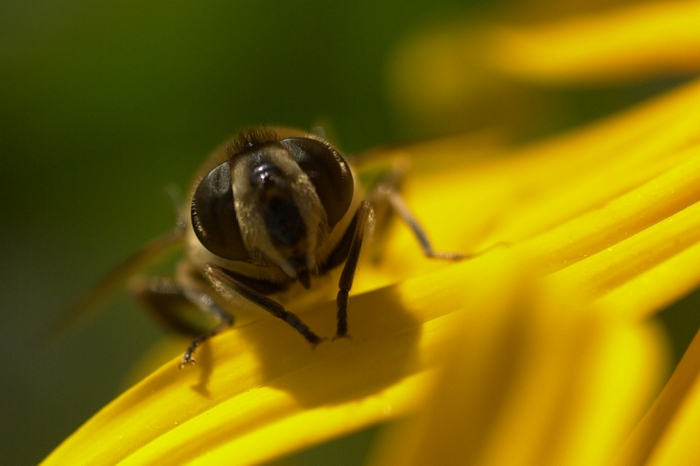
Detail kop voorzijde
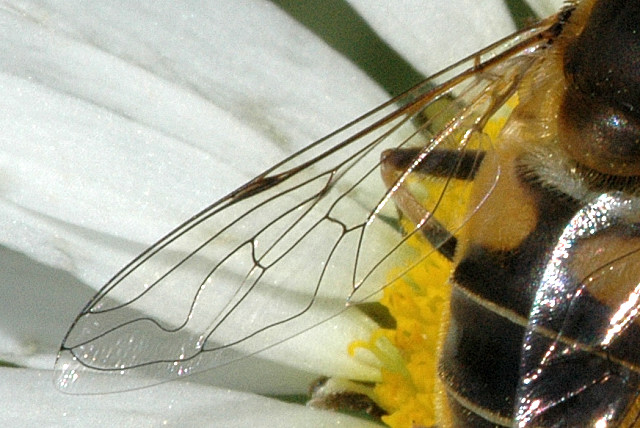
Detail vleugel
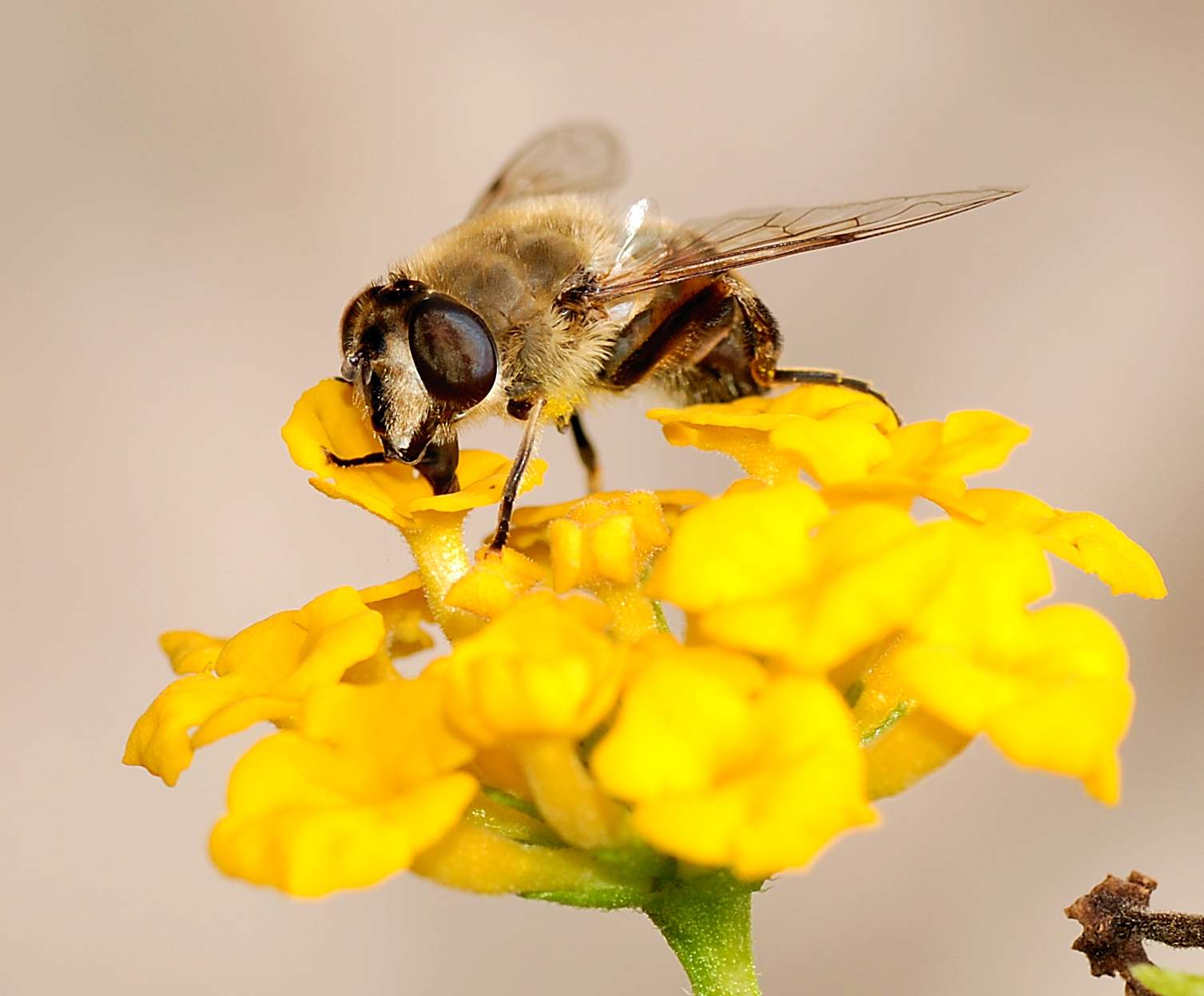
Voor-zijaanzicht
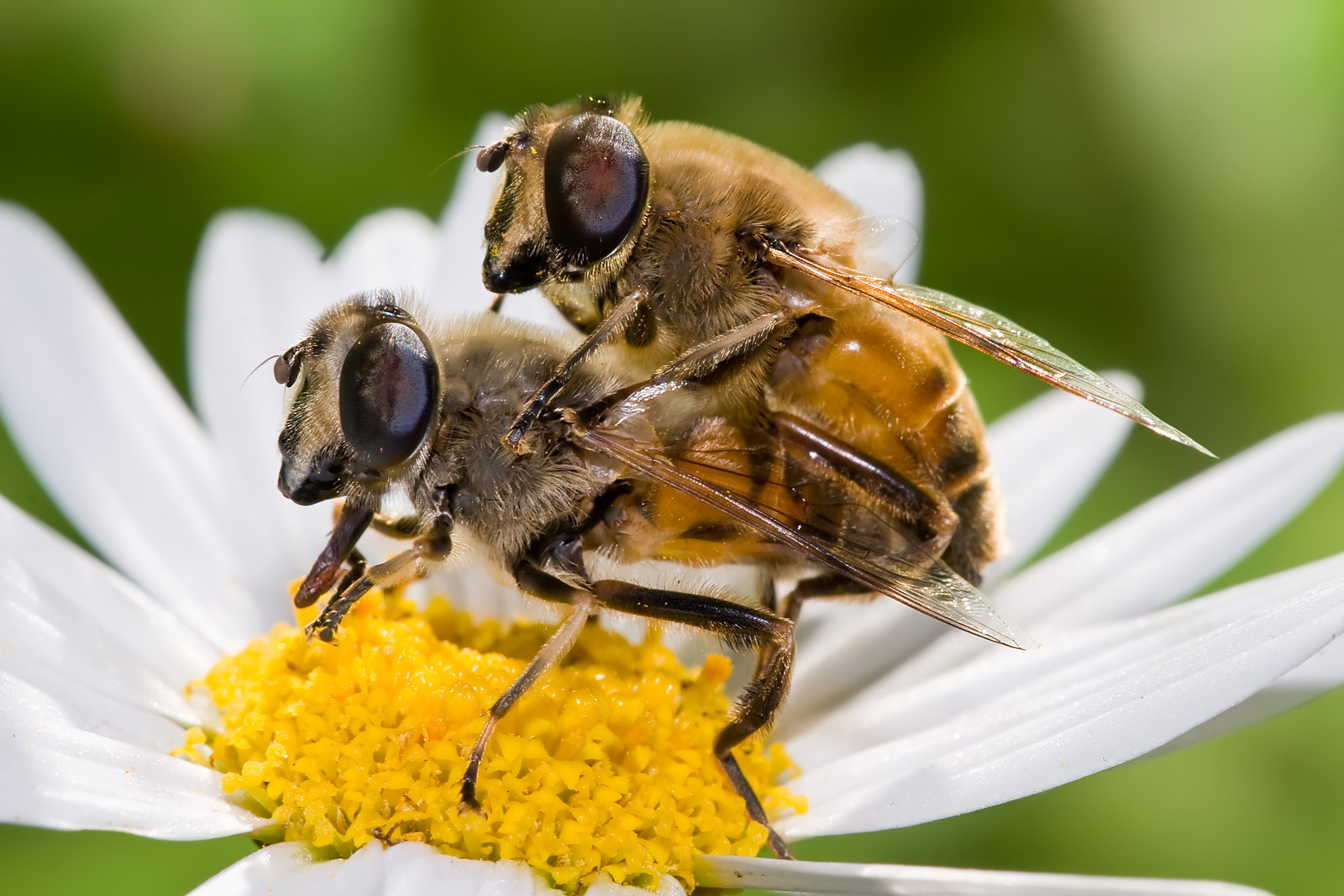
Paring, mannetje boven